# ميخائيل معطي
ميخائيل معطي (1932-2021) جيولوجي سوري، ولد في مرمريتا بسورية، ساهم في دراسة الزلازل الكبيرة والمتوسطة التي حدثت في سورية خلال الفترة من 1365 قبل الميلاد إلى 1900 م كما ساهم في وضع الخرائط الجيولوجية لحوض الشرق الأوسط خلال أدوار الترياسي والجوراسي و الكريتاسي. حاز ميخائيل معطي على بكالوريوس في العلوم الطبيعية من جامعة دمشق عام 1956، ونال درجة الدكتوراه في العلوم الجيولوجية والمعدنية من جامعة جنيف بسويسرا عام 1964. شارك بعد عودته إلى سورية عام 1964 في تأسيس قسم الجيولوجيا في جامعة دمشق، واستمر بالتدريس فيها كأستاذ حتى عام 2002. كما شغل عضوية مجمع اللغة العربية في دمشق حتى وفاته  في دمشق عام ٢٠٢١. نال جائزة المجلس الاعلى للعلوم للعام ١٩٦٦ وجائزة الباسل للبحث العلمي عام ١٩٩٧. في ٢٦ حزيران ٢٠٢٢ أطلقت جامعة دمشق اسم الراحل الدكتور ميخائيل معطي على أحد مخابر قسم الجيولوجيا في كلية العلوم في الجامعة وذلك تكريما لإنجازاته العلمية ومساهمته في خدمة العملية التعليمية في الجامعة على مدى أكثر من خمسة عقود من الزمن.